# Dealul Râpa cu Brazi
Dealul Râpa cu Brazi este cel mai înalt deal din Podișul Getic, cu o altitudine de 772 m. Face parte din Platforma Argeșului și se află între văile Argeșului și Vâlsanului. Teritorial este situat pe raza Municipiului Curtea de Argeș, la hotarul cu Comuna Mușătești și Comuna Mălureni.